# Elena Aliprandi
Elena Aliprandi (1573 – Mantova, gennaio 1608) è stata una nobile italiana.

## Biografia
Era la figlia di Giovanni Antonio, ricco banchiere di Pavia al servizio dei Gonzaga di Castiglione e di Camilla Pavesi.
All'età di quindici anni, il 29 ottobre 1588, sposò segretamente il marchese di Castiglione Rodolfo Gonzaga che si era invaghito di lei, ma il matrimonio fu reso noto solo alla fine di febbraio del 1590. Infatti lo zio di Rodolfo, Alfonso Gonzaga, avrebbe gradito prendesse in sposa la figlia Caterina, perché ereditasse il feudo di Castel Goffredo. Questa decisione portò alla congiura contro lo zio da parte di Rodolfo, che sfociò nel assassinio il 7 maggio 1592.
Il 3 gennaio 1593, Elena Aliprandi fu testimone dell'assassinio del marito Rodolfo sulla porta della chiesa prepositurale di Sant'Erasmo a Castel Goffredo, mentre si recava a messa con la figlia Cinzia: entrambe furono trattenute poi in ostaggio per alcuni giorni dai rivoltosi. Furono liberate grazie all'intervento da Mantova degli uomini di Vincenzo Gonzaga, che aveva mire sul feudo. Si trasferì momentaneamente presso il palazzo di famiglia di corte Molinello e quindi a Mantova, in un palazzo messo a disposizione dal duca Vincenzo.

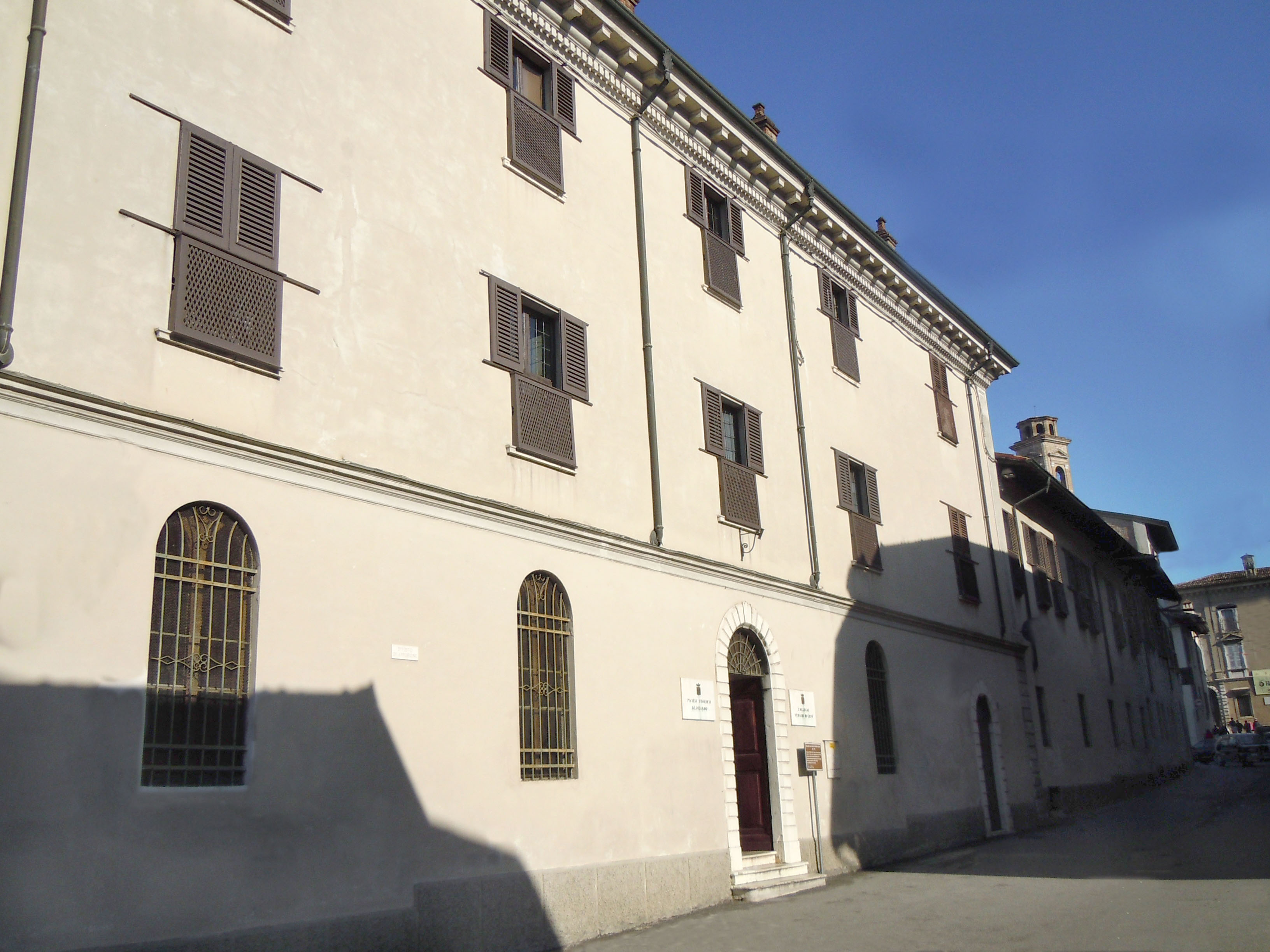
Castiglione delle Stiviere, il Collegio delle Nobili Vergini di Gesù.

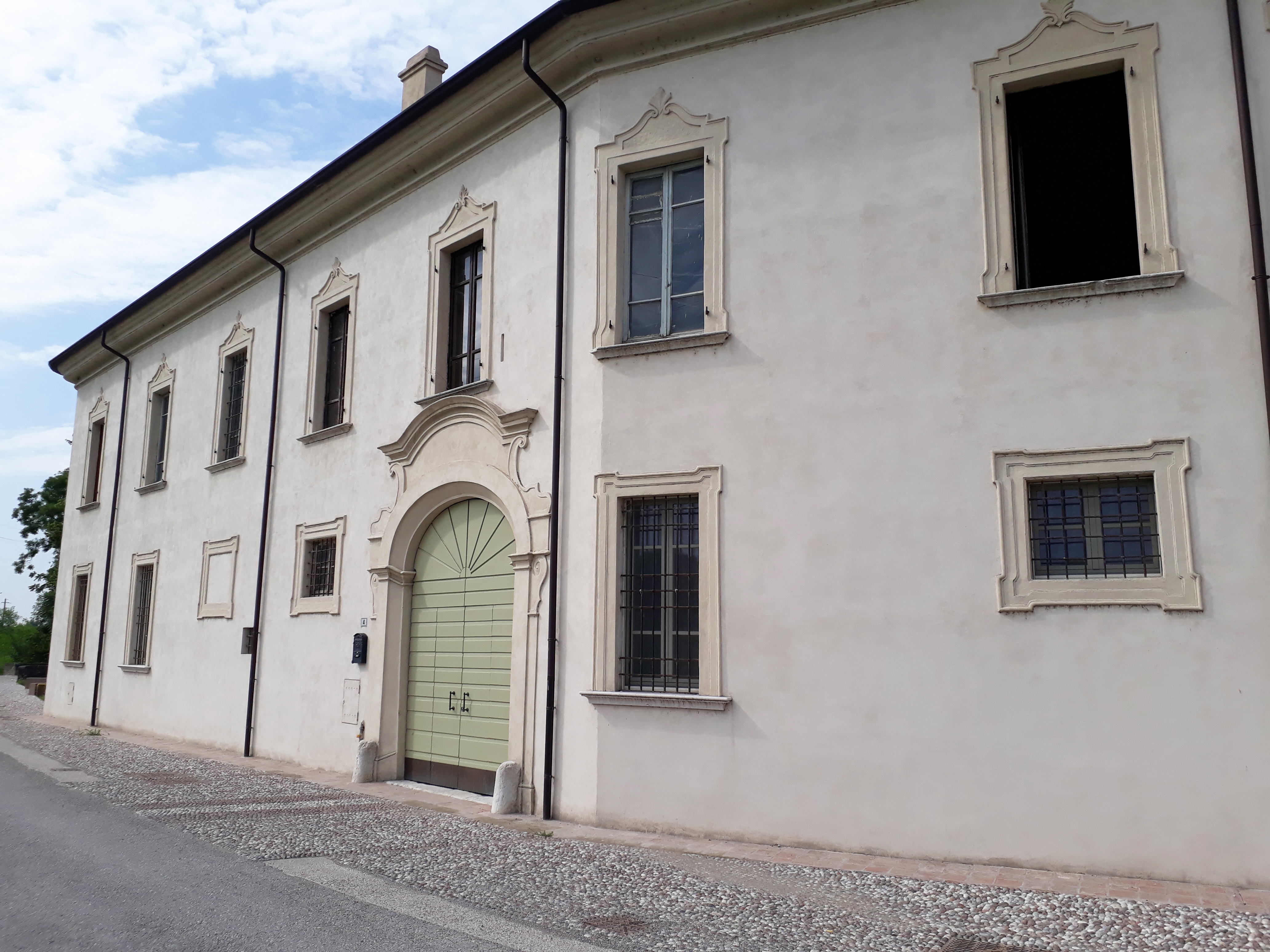
Casaloldo, Palazzo Aliprandi a Molinello (Casaloldo)

Nel 1596 Elena Aliprandi si trasferì a Borgoforte con le tre figlie Cinzia, Olimpia e Gridonia e il 26 maggio dello stesso anno sposò il nobile Claudio I Gonzaga (m. 1621), primo marchese di Palazzolo,  con il quale ebbe in seguito quattro figli maschi (Luigi, Francesco, Giulio e Ottavio) e due femmine (Vittoria e Claudia). Cinzia dopo poco fu condotta nel monastero di Santa Elisabetta di Mantova per esservi educata mentre le altre due sorelle restarono con la madre. A Borgoforte fece costruire un oratorio che fu in seguito donato ai Serviti, con l'obbligo di educare i fanciulli.
Nella casa appartenuta alla sua famiglia nel 1608 fu aperto a Castiglione il Nobile Collegio delle Vergini di Gesù.
Morì nel 1608.

## Discendenza
Dal primo matrimonio con Rodolfo nacquero quattro figlie:
- Cinzia (1589 – 1649), monaca e fondatrice del Collegio delle Vergini di Gesù a Castiglione delle Stiviere;
- Elena (1590 – 1593);
- Olimpia (1591 – 1645), monaca e fondatrice del Collegio delle Vergini di Gesù a Castiglione delle Stiviere;
- Gridonia (1592 – 1650), monaca e fondatrice del Collegio delle Vergini di Gesù a Castiglione delle Stiviere. Fu anche tutrice con Cristierno del minore Luigi Gonzaga e governò per alcuni anni sia il feudo di Castiglione (Cristierno, morendo, lasciò erede il figlio Carlo ancora minorenne) sia il feudo di Solferino.

Dal secondo matrimonio con Claudio nacquero sei figli:
- Silvio, morto infante;
- Ottavio, morto infante;
- Ludovico Francesco (1602-1630), quarto marchese di Palazzolo nel 1626;
- Giulio Cesare (m. 1685), quinto marchese di Palazzolo;
- Claudia;
- Vittoria.